# 高木礼子
高木 礼子（たかぎ れいこ、1973年11月26日 - ）は、日本の女性声優、ナレーター。大阪府出身。シグマ・セブン所属。

## 人物
以前はアーツビジョンに所属していた。
声優としては、数多くのテレビアニメで活躍。外画吹き替え、CDドラマ、特撮、ナレーションなど幅広く活動している。
私生活では関西弁も話す。
一卵性双生児であり、家族以外の人間には外見で姉妹を区別できないという。少女時代にはピアノを習っていた。この他に剣道の経験者でもある。
アフレコの時に使用するマイクは、身長が145cmしかない高木にとっては、やや高めの場所にセットされていることが多い。
高木がアーツビジョンに所属していた頃、笹本優子、倉田雅世、半場友恵と高木の低身長4人組で「ちびっこ部隊」というユニットを組んでいた。

## 出演
太字はメインキャラクター。

### テレビアニメ
1995年
- 神秘の世界エルハザード

1996年
- 勇者指令ダグオン（子供）

1997年
- スレイヤーズTRY（パル）
- HARELUYA II BØY（キヨヒロ、女子たち、客 他）
- フォーチュン・クエストL（赤ん坊）

1998年
- SHADOW SKILL -影技-（ルナリィス・アンブラ、男の子）
- 超魔神英雄伝ワタル（レイコ）
- ふしぎなメルモ（リニューアル版）（女の子、少年）
- 魔術士オーフェン（男子生徒A）
- ロスト・ユニバース（ケイン・ブルーリバー〈幼少〉）

1999年
- イソップワールド（アリー、カエル女1、ロッタン）
- 彼氏彼女の事情（男の子A）
- クレヨンしんちゃん（1999年 - 2020年、テルノブ、草加の坊せんべい、お母さん）

2000年
- ラブひな（2000年 - 2001年、カオラ・スゥ） - 1シリーズ + 特別編2作品

2001年
- 激闘!クラッシュギアTURBO（多古山次郎、多古山四郎）
- 超GALS!寿蘭（工藤ハルエ）
- 電脳冒険記ウェブダイバー（結城カイト、親王トモユキ）
- パラッパラッパー（ピント）
- ヒカルの碁（和谷義高、楽平）

2002年
- ちびまる子ちゃん（のん）
- Witch Hunter ROBIN（工藤マモル）

2003年
- R.O.D -THE TV-（岡原徹）
- 犬夜叉（みずき）
- ウルトラマニアック（リオ）
- E'S OTHERWISE（ツバキ、幼少のカイ）
- クラッシュギアNitro（真羽誠、アニー、高山義子、メルダ）
- 出撃!マシンロボレスキュー（桂）
- ダイバージェンス・イヴ（ルクサンドラ・フレイル、オペレーター）
- D.C. 〜ダ・カーポ〜（2003年 - 2005年、朝倉純一〈幼少〉） - 2シリーズ
- 超ロボット生命体トランスフォーマー マイクロン伝説（少女）
- ふぉうちゅんドッグす（サンペー）
- 魔獣戦線 THE APOCALYPSE（クローンノア）
- ヤミと帽子と本の旅人（ケンちゃん）

2004年
- エルフェンリート（トモオ）
- B-伝説! バトルビーダマン（2004年 - 2005年、大輪ヤマト） - 2シリーズ
- 火の鳥（レオナ〈子供時代〉）
- マシュマロ通信（2004年 - 2005年、クラウド）
- みさきクロニクル〜ダイバージェンス・イヴ〜（ルクサンドラ・フレイル、三浦五十鈴）
- 美鳥の日々（綾瀬貴子）

2005年
- ドラえもん（テレビ朝日版第2期）（2005年 - 2014年、はる夫〈初代〉、男の子、てつや君、安雄〈5代目〉）
- パタリロ西遊記!（玄奘三蔵法師 / マライヒ）
- わがまま☆フェアリー ミルモでポン! ちゃあみんぐ（パンタ）

2006年
- うっかりペネロペ（ミロ）
- 金色のコルダ〜primo passo〜（2006年 - 2009年、日野香穂子） - 2シリーズ
- くじびき♥アンバランス（リサ・ハンビー）
- しにがみのバラッド。（斎木）
- 出ましたっ!パワパフガールズZ（坂本）
- BLACK BLOOD BROTHERS（セイ）
- ワンワンセレプー それゆけ!徹之進（徹之進 / セレブナイト、幸松ハツコ）

2007年
- 英國戀物語エマ 第二幕（トマス、エーリヒ・メルダース）
- ゲゲゲの鬼太郎（第5作）（2007年 - 2008年、卓也、光一）
- げんしけん2（薮崎）
- しゅごキャラ!（2007年 - 2010年、辺里唯世） - 3シリーズ
- 桃華月憚（ケンちゃん）
- ハヤテのごとく!（ビーダ執事）
- BLEACH（2007年 - 2008年、猿柿ひよ里、豊川翔太、霞大路瑠璃千代）
- みなみけ（2007年 - 2013年、マキ） - 4シリーズ
- ムシウタ（五郎丸柊子）

2008年
- TYTANIA -タイタニア-（少年従者）
- 乃木坂春香の秘密（2008年 - 2009年、朝倉信長） - 2シリーズ
- バトルスピリッツ 少年突破バシン（2008年 - 2009年、女子アナ、マサル、タケル、妃、女生徒）
- ぷるるんっ!しずくちゃん あはっ☆（ぷりりん）

2009年
- アスラクライン（千代原はる奈） - 2シリーズ
- アラド戦記〜スラップアップパーティー〜（少年メイジ）
- 怪談レストラン（境道夫）
- 宙のまにまに（江戸川正志、大八木かほる）
- ねぎぼうずのあさたろう（このみ）
- Phantom 〜Requiem for the Phantom〜（デューク・ストーン）

2010年
- ひめチェン!おとぎちっくアイドル リルぷりっ（2010年 - 2011年、セイ）
- MR.MENショー（ニコニコちゃん、おしゃべり好きちゃん）
- モンハン日記 シリーズ（2010年 - 2011年、パカセ、ヨシコ、ネコート） - 2シリーズ

2011年
- 青の祓魔師（2011年 - 2024年、幼い勝呂、勝呂〈幼少〉、竜士〈幼少〉） - 3シリーズ
- バトルスピリッツ 覇王（2011年 - 2012年、巽コウタ、子供B）

2012年
- しろくまカフェ（水着女子）

2013年
- よんでますよ、アザゼルさん。Z（アザゼルの母）

2014年
- 金色のコルダ Blue♪Sky（小日向かなで）
- ジョジョの奇妙な冒険 スターダストクルセイダース（空条ホリィ）

2015年
- ONE PIECE（2015年 - 2024年、ルシアン、ジュエリー・ボニー〈二代目〉）

2016年
- 逆転裁判 〜その「真実」、異議あり!〜（大沢木ナツミ）
- 名探偵コナン（笛川唯子）

2018年
- ポチっと発明 ピカちんキット（2018年 - 2020年、ワルモグ、ベビロック、宇宙人、ポチロー〈代役〉、タコヤッキー 他）

2020年
- 映像研には手を出すな!（美術部 岡本）

2023年
- BLEACH 千年血戦篇（2023年 - 2024年、猿柿ひよ里） - 2シリーズ

### 劇場アニメ
- ガンドレス（1999年、シルヴィア・カキハナ）
- 機動戦士ガンダムII 哀・戦士編 特別版（2000年、ミリー）
- 激闘!クラッシュギアTURBO カイザバーンの挑戦!（2002年、多古山次郎）
- あした元気にな〜れ! 半分のさつまいも（2005年、ノボル）
- ONE PIECE STAMPEDE（2019年、ジュエリー・ボニー）[24]

### OVA
1995年
- 未来超獣FOBIA（星野の弟）

1996年
- ボンバーマン 勇気をありがとう 私が耳になる

1997年
- ガルフォース・ザ・レボリューション（クルー、コンピューター音声、ウエストフォース総司令）
- 紺碧の艦隊 特別編 蒼莱開発物語（女性スタッフ）
- 新世紀GPXサイバーフォーミュラSAGA（女性アナウンサー）

2001年
- ラブひな（カオラ・スゥ）

2002年
- ふたりエッチ（舞阪理子）
- ラブひなAgain（カオラ・スゥ）

2005年
- アンパンマンとはじめよう! 生活ステップ1 元気100倍! みんなの1にち（ウサギくん）
- 撲殺天使ドクロちゃん（草壁桜、南さん）

2007年
- 撲殺天使ドクロちゃん2（草壁桜、南さん）

2009年
- みなみけ べつばら（マキ）

2012年
- 乃木坂春香の秘密 ふぃな〜れ♪（朝倉信長）
- みなみけ おまたせ（マキ）

2013年
- みなみけ 夏やすみ（マキ）

### Webアニメ
- サイキックアカデミー煌羅万象（2002年、レン・ガイナ・ブラベリ）

### ゲーム
時期不明
- BLEACHシリーズ（猿柿ひよ里）

1998年
- ファイアーウーマン纏組（柊由宇）

1999年
- 戦国美少女絵巻 空を斬る!! 〜春風の章〜（メーヴェ）

2000年
- 鋼鉄の咆哮 ウォーシップコマンダー（ナギ）
- ブレイブサーガ2（相葉菜々子）
- ラブひな 愛は言葉の中に（カオラ・スゥ）

2001年
- EVE The Fatal Attraction（安藤美佳、安藤美紀）
- ラブひな スマイル・アゲイン（カオラ・スゥ）

2002年
- 鋼鉄の咆哮2 ウォーシップコマンダー（通信士）
- ソウルキャリバーII（カサンドラ・アレクサンドル）
- ヒカルの碁 院生頂上決戦（和谷義高）
- ヒカルの碁 平安幻想異聞録（和谷助秀）
- ヒカルの碁2（和谷義高）

2003年
- 新世紀エヴァンゲリオン2（オペレーター女）
- てんしのかけら the lost article of memory（七使さな）
- ヒカルの碁3（和谷義高）
- ラブひな ごーじゃす 〜チラっとハプニング!!〜（カオラ・スゥ）

2005年
- ゲームになったよ!ドクロちゃん〜健康診断大作戦〜（草壁桜）
- ソウルキャリバーIII（カサンドラ・アレクサンドル）

2006年
- 機動戦士ガンダム スピリッツオブジオン（ナオ・ジェシカ・パーカー軍曹）
- 新世紀エヴァンゲリオン2 造られしセカイ -another cases-（女性スタッフ、トウジの母）
- ロックマンロックマン（カットマン）

2007年
- うわさの翠くん!! 夏色ストライカー（相楽光輝）

2008年
- うわさの翠くん!!2 ふたりの翠!?（相楽光輝）
- しゅごキャラ! 3つのたまごと恋するジョーカー（辺里唯世）
- しゅごキャラ! あむのにじいろキャラチェンジ（辺里唯世）
- ソウルキャリバーIV（カサンドラ・アレクサンドル）
- 乃木坂春香の秘密 こすぷれ、はじめました♥（朝倉信長）

2009年
- しゅごキャラ! ノリノリ!キャラなりズム（辺里唯世）
- ソウルキャリバー Broken Destiny（カサンドラ・アレクサンドル）
- 電撃学園RPG Cross of Venus（草壁桜）

2010年
- 乃木坂春香の秘密 同人誌はじめました♥（朝倉信長）

2018年
- ソウルキャリバーVI（カサンドラ・アレクサンドル）

2021年
- ONE PIECE トレジャークルーズ（ジュエリー・ボニー）

2022年
- THE KING OF FIGHTERS ALLSTAR（カサンドラ・アレクサンドル）

2025年
- BLEACH Rebirth of Souls（猿柿ひよ里）

### ドラマCD
- 愛玩王子 シリーズ（月森比奈）
  - 愛玩王子 〜虹色の欠片〜 ※初回限定特装版付属CD
  - 愛玩王子
  - 愛玩王子 〜未来への翼〜 ※初回限定特装版付属CD
- あそびにいくヨ! 3（チャイカ）
- うわさの翠くん!! 二人の王子とハダカ姫の復讐!!（相楽光輝）
- Cafe吉祥寺で（ケイコ）
- 金色のコルダ シリーズ（日野香穂子）
  - 金色のコルダ〜primo passo〜 キャラクターコレクションシリーズ
  - 金色のコルダ2〜青空トーン〜
  - 金色のコルダ2〜熱風ウィング〜
  - 金色のコルダ〜secondo passo〜 SWEET&JOY＜#＞、＜♭＞
- 金色のコルダ3 シリーズ（小日向かなで）
  - 金色のコルダ3 SS(スクールシリーズ) I 〜星奏学院〜
  - 金色のコルダ3 SS(スクールシリーズ) II 〜至誠館〜
  - 金色のコルダ3 SS(スクールシリーズ) III 〜神南〜
  - 金色のコルダ3 SS(スクールシリーズ) IV 〜天音学園〜
- D.C. 〜ダ・カーポ〜 初音島ドラマシアター chapter.1 さくら（朝倉純一〈幼少〉）
- てるてる×少年（三島左介）
- 乃木坂春香の秘密（朝倉信長）
- はこぶね白書（福田ねこ）
- 新世紀GPXサイバーフォーミュラSAGA ROUND4 I WILL BE BACK（パティ）
- 僕は妹に恋をする（森杏沙）
- みなみけシリーズ（マキ）
  - みなみけ
  - みなみけ おかえり

### 吹き替え
- キャスパー ※日本テレビ版
- ラモーナのおきて（ビーおばさん〈ジニファー・グッドウィン〉

### ラジオドラマ
- 乃木坂春香の秘密（朝倉信長）（電撃大賞：2007年10月27日 - 全4回）

### 特撮
- トミカヒーロー レスキューファイアー（Qスケの声、レスキューメガホーン音声）

### ナレーション
- 噂の!東京マガジン 四十番勝負とにっぽん番付大賞を担当
- とれいん紀行
- S☆1・スパサカ（TBS）
- 虎ノ門市場便り

### ボイスオーバー
- 美の巨人たち

### CM
- メガミマガジン MegaTen!（クレア・フレーベル）

## ディスコグラフィ
- しゅごキャラ! キャラクターソングコレクション2（辺里唯世）
- 宙のまにまに キャラクターソング&挿入歌集 「星空とハルモニア」（江戸川正志）
- みなみけ きゃらくたーそんぐべすとあるばむ（マキ）
- ウルトラマニアック キャラクターソング&BGM集「Magical Songs」（リオ）
- ブリコン 〜BLEACH CONCEPT COVERS〜 2（猿柿ひよ里）